# José Boavida Portugal

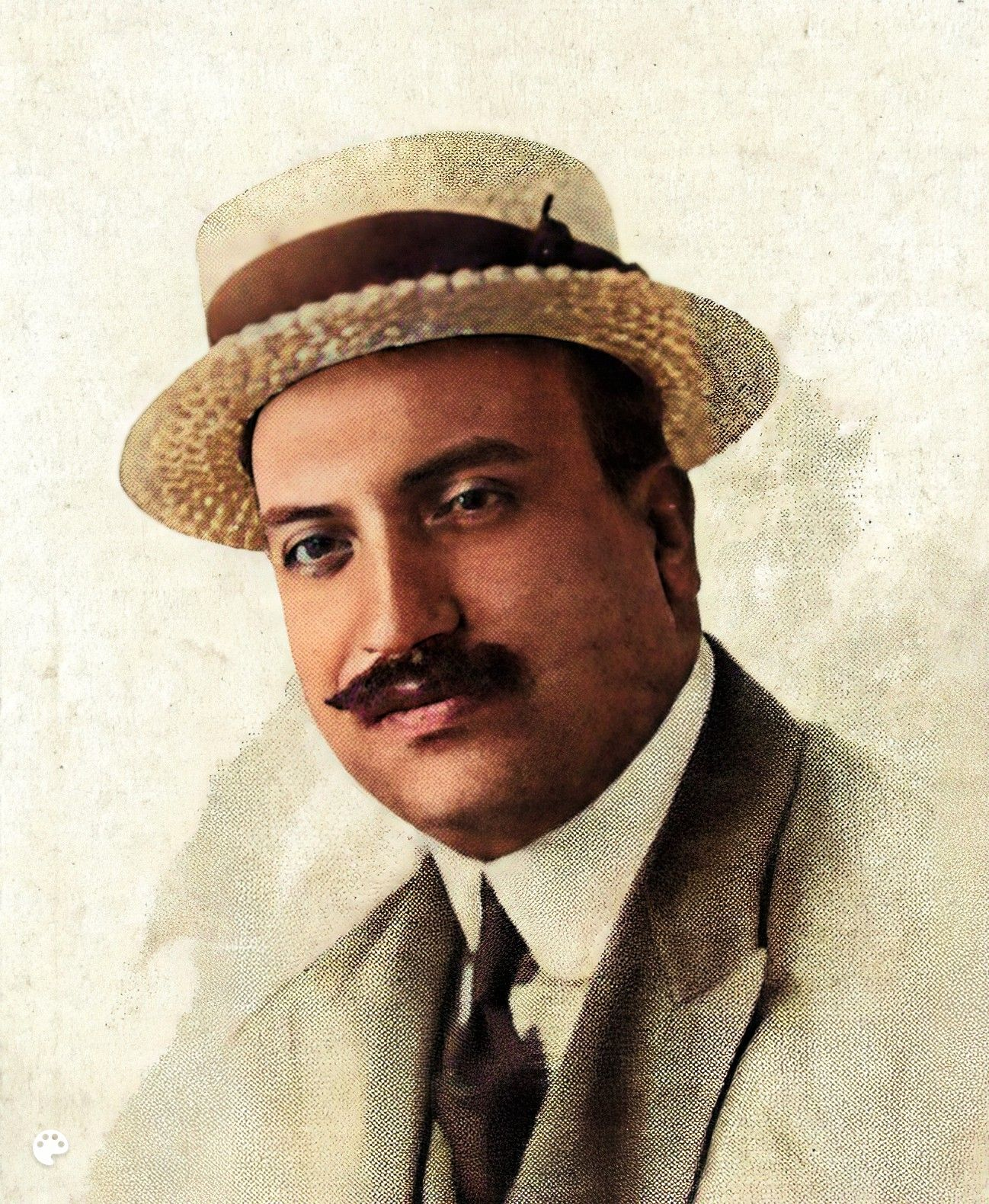

José Boavida Portugal (1885-1931), foi um jornalista, publicista e escritor. Notabilizou-se pela realização em 1912 de um inquérito sobre o estado da literatura portuguesa, que envolveu os principais intelectuais da época, tendo ainda publicado algumas obras de carácter doutrinário sobre educação e cultura. Foi próximo de Fernando Pessoa, que escreveu diversos artigos que apareceram em periódicos por ele dirigidos. Foi pai do também jornalista José Moreira da Silva Boavida-Portugal.

## Biografia
José Boavida Portugal nasce na Zebreira, Idanha-a-Nova, a 16 de Julho de 1885, primeiro filho de um carpinteiro (mais tarde guarda fiscal), Manoel Boavida e de uma doméstica, Clara Boavida, num dos ramos da família seiscentista Antunes Boavida. O seu assento de batismo refere-o apenas como José Boavida,
Pouco se conhece da sua infância e primeiros estudos. No semanário Voz da Beira, de 27 de Fevereiro de 1915, publicado na Certã, aparece uma breve entrevista, assinada por Santos e Silva, onde se lê:
“Entrámos na Brasileira [Lisboa]. Ali sentado a uma mesa, rodeado de amigos, estava alguém que conhecíamos dos nossos tempos de colegiais. Era José Boavida Portugal. …. José Boavida Portugal, alma de artista, que já no colégio se havia revelado como músico e poeta…”
A infância raiana, bem como alguma tensão implícita com o pai, mais tarde, tal como um tio, referenciado como guarda fiscal, é aparente numa peça que publica na revista Serões, de Outubro de 1909, intitulada Contrabando e Contrabandistas.
Terá vindo para Lisboa em altura incerta, tendo sido jornalista e publicista, colaborando no jornal República, dirigido por António José de Almeida,
Matricula-se a 2 de Outubro de 1909 na Escola Normal Primária de Lisboa [formação de professores], curso que terminará a 9 de Julho de 1912. Foi presidente do júri nos seus exames José Tomaz da Fonseca. Foi da sua responsabilidade o discurso dos finalistas no Sarau das Escolas Normais de Lisboa, no Teatro de S. Carlos, a 24 de Maio de 1912, que publicará em brochura com o título “Elogio do Professor – A sua missão social”. Assinará esta brochura como Boavida Portugal.
A adição de Portugal ao nome, de forma oficiosa a partir desta data, é aparentemente uma homenagem ao seu primo António Vicente Marçal Martins Portugal, a quem dedicará o seu livro "Depois da guerra... o que deverá ser a educação em Portugal: As Câmaras e o ensino e os problemas nacionais". Lisboa : Tip. F. Monteiro, 1918. Da dedicatória consta "... o seu primo e amigo mais grato". O nome Boavida Portugal será oficializado aquando do registo de nascimento do filho.
Durante bastante tempo assinará como “professor e jornalista”. Na qualidade de professor, em 1917 publica o livro “Educação Cívica”, aprovado em concurso aberto pelo Ministério de Educação Pública para a instrução primária, normal e pós-escolar. Lança, em 1920, a “Cartilha Nova: doutrina moral”, que pretende ser a matriz para a educação “dos 8 aos 20 anos”. 
Entre setembro e dezembro de 1912, Boavida Portugal promoveu a realização de um inquérito sobre o estado da literatura portuguesa no qual participam as principais figuras da intelectualidade da época: Júlio de Matos, Lopes de Mendonça, Teixeira de Pascoais, Augusto de Castro, Gomes Leal, João Grave, Gonçalves Viana, Adolfo Coelho, Veiga Simões, Júlio Brandão, Visconde de Vila Moura e Malheiro Dias. A realização e publicação dos resultados do inquérito foram apoiadas pelo República, que acolheu nas suas páginas a discussão em torno do estado da produção literária portuguesa do tempo. Estes artigos darão origem ao livro "Inquérito Literário", em 1915.
Em 1913 lança e dirige a revista “O Teatro”, da qual se publicarão quatro números, onde Fernando Pessoa publicará três artigos.
Republicano convicto e vocal, torna-se, no entanto, director de O Jornal, diário publicado entre 4 de Abril e 19 de Maio de 1915, e visto como o órgão oficioso do governo do General Pimenta de Castro – apontado como de tendências monárquicas. Pimenta de Castro é deposto a 14 de Maio de 1915 por um golpe militar liderado por Álvaro de Castro, e o jornal extingue-se pouco depois. A chave para a direcção de Boavida Portugal estará eventualmente nas possibilidades paralelas que o cargo lhe traz: Fernando Pessoa publicará uma série de crónicas, colaboração interrompida após uma grande polémica com a “classe dos chauffeurs”, e passam pelas páginas d’O Jornal nomes como Almada Negreiros, Bulhão Pato, Alfredo Pimenta e Cândido Guerreiro.
Tem colaborações irregulares em publicações como Serões, Diário da Tarde e A Lanterna Ilustrada, onde publica poemas e crónicas.
Em 1918, com o fim da Grande Guerra, lança “Portugal, Terra de Heróis – Edição Dedicada ao Glorioso Exército Português”, edição adquirida pelo estado, bem como a brochura “Depois da Guerra… o que deverá ser a educação em Portugal”.
É iniciado na Maçonaria a 13 de Março de 1923, na Loja Irradiação do Grande Oriente Lusitano Unido, com o nome simbólico de Alexandre Herculano. Não se sabe se a sua filiação na Liga Portuguesa dos Direitos do Homem, onde priva com Magalhães Lima, é anterior ou posterior a esta data. Boavida Portugal será autor de uma das peças na homenagem que a Liga Portuguesa dos Direitos do Homem publica, em 1929, no primeiro aniversário da morte do seu fundador, Magalhães Lima.
Boavida Portugal surge na sua ficha de iniciação como tendo a profissão de empregado público, desconhecendo-se a data em que ingressou na carreira. Na sua regularização na Loja Montanha, a 28 de Novembro de 1930, está lavrado como Chefe de Secção do Instituto de Seguros Sociais Obrigatórios e da Providência Geral. 
Em 10 de Junho de 1923, em sessão magna da Loja Irradiação, Boavida Portugal profere a conferência “Da Liberdade à Democracia”, publicada em brochura nesse mesmo ano. Esta conferência será publicada em brochura em duas versões, uma com conteúdo maçónico, e outra sem.
É relator da Tese III, Organização nacional, do Congresso Maçónico Nacional de 1924 do Grande Oriente Lusitano Unido. 
1924 é também o ano do 1º Congresso Feminista, Boavida Portugal é um dos que envia uma tese para o congresso. A tese é condescendente, à luz atual, e é premiada por Adelaide Cabete, presidente do congresso, com uma descompostura pública, que leva à sua retirada do alinhamento. Na sequência do escândalo social causado, Boavida Portugal publica, com outro visado, Calado Rodrigues, no mesmo ano, a brochura “Duas Teses Queimadas – notas e comentários a um caso escandaloso”, coligindo as teses, as justificações pessoais e uma compilação de algumas vinhetas publicadas sobre o caso em periódicos.
A Ditadura Nacional, predecessora do Estado Novo, a partir de 1926, mas com especial acutilância a partir de 1928, impõe à imprensa um regime de censura e de controlo cada vez mais rígidos, e instaura um regime de perseguição a todos os que considera como opositores. Boavida Portugal, capaz de publicar provocações tais como “Eça de Queiróz, bolchevista – Ensaio Crítico”, em 1931, torna-se num alvo.
O regime ditatorial de Carmona, através da sua polícia de informações, antecessora da PIDE, cruza caminho com Boavida Portugal em Maio de 1931. É, como muitos outros, encontrado inanimado e ensanguentado numa ruela. Levado ainda com vida para o hospital, acaba por falecer a 21 de Maio, aos 45 anos de idade. A notícia do seu assassinato é publicada no jornal espanhol LaTierra, numa peça com o título "Portugal bajo el domínio de Carmona".

## Obras
Entre muitas outras, é autor da seguintes obras:
- Inquérito literário : inquérito à vida literária portuguesa, Lisboa : Clássica Editora, 1915.
- A mulher de luto processo ruidoso e singular. Polyanthéa (em colaboração com Gomes Leal e outros).	Lisboa: Livraria Central Editora, 1924.
- Cartilha nova : doutrina moral, [S.l.] : [s.n.], 1920.
- Da liberdade à democracia. Lisboa : Livraria Central Editora, 1923.
- Portugal, terra de heróis. [S.l.] : [s.n.], 1918.
- Depois da guerra... o que deverá ser a educação em Portugal: As Câmaras e o ensino e os problemas nacionais. Lisboa : Tip. F. Monteiro, 1918.
- Duas teses queimadas: notas e comentários a um caso escandaloso (em colaboração com Calado Rodrigues). Lisboa : [s.n.], 1924.
- Eça de Queiroz, bolchevista : ensaio crítico. Lisboa : Livraria Central, 1931.
- Organização nacional. Lisboa : Tip. Emílio Braga, [1924].
- Paraíso perdido (novela). 	Lisboa, Livraria Central Editora, 192-?.
- Voz da mocidade jornal academico sciencias, lettras e artes
- O elogio do professor : a sua missão social. Lisboa : Livraria Central Editora, 1912.
- Teatro: revista de crítica (periódico). Lisboa : Empreza do Teatro, 1913.